# لي فيني
لي فيني (بالإنجليزية: Lee Feeney)‏ (21 مارس 1978 في المملكة المتحدة - ) هو لاعب كرة قدم بريطاني في مركز الوسط. شارك مع منتخب أيرلندا الشمالية تحت 21 سنة لكرة القدم. أما مع النوادي، فقد لعب مع أردز وغلينافون ونادي رينجرز ونادي شامروك روفرز ونادي لينفيلد وNorth West Sydney Spirit FC ‏ وDromara Village F.C. ‏ وNewry City F.C. ‏ وMoneyslane F.C. ‏ ونادي بانغور.

## وصلات خارجية
- لي فيني على موقع قاعدة بيانات كرة القدم.إي يو (الإنجليزية)
- لي فيني على موقع Soccerbase.com (لاعب) (الإنجليزية)